# Ed Ablowich
Edgar Allen (Ed) Ablowich (Greenville (Texas), 29 april 1913 - Norfolk (Virginia), 6 april 1998), was een Amerikaans atleet, gespecialiseerd in de sprint.

## Biografie
Ablowich liep met zijn landgenoten Ivan Fuqua, Karl Warner en Bill Carr in de series van de 4 x 400 meter op de Olympische Zomerspelen van 1932 een wereldrecord van 3.11,8. In de finale verbeterde de Amerikaanse ploeg het wereldrecord opnieuw en brachten het op 3.08,2. Dit wereldrecord bleef 20 jaar staan.

## Palmares

### 4x400m estafette
- 1932:  OS - 3.08,2

1912: Sheppard, Lindberg, Meredith, Reidpath ·
1920: Griffiths, Lindsay, Ainsworth-Davis, Butler ·
1924: Cochran, Helffrich, MacDonald, Stevenson ·
1928: Baird, Alderman, Spencer, Barbuti ·
1932: Fuqua, Ablowich, Warner, Carr ·
1936: Wolff, Rampling, Roberts, Brown ·
1948: Harnden, Bourland, Cochran, Whitfield ·
1952: Wint, Laing, McKenley, Rhoden ·
1956: Jenkins, Jones, Mashburn, Courtney ·
1960: Yerman, Young, G. Davis, O. Davis ·
1964: Cassell, Larrabee, Williams, Carr ·
1968: Matthews, Freeman, James, Evans ·
1972: Asati, Nyamau, Ouko, Sang ·
1976: Frazier, Brown, Newhouse, Parks ·
1980: Valiulis, Linge, Tsjernetski, Markin ·
1984: Nix, Armstead, Babers, McKay ·
1988: Everett, Lewis, Robinzine, Reynolds ·
1992: Valmon, Watts, Johnson, Lewis ·
1996: Harrison, Smith, Mills, Maybank ·
2000: Bada, Chukwu, Monye, Udo-Obong  ·
2004: Harris, Brew, Wariner, Williamson ·
2008: Merritt, Taylor, Neville, Wariner ·
2012: Brown, Pinder, Mathieu, Miller ·
2016: Hall, McQuay, Roberts, Merritt ·
2020: Cherry, Norman, Deadmon, Benjamin ·
2024: Bailey, Norwood, Deadmon, Benjamin